# Thrif-T

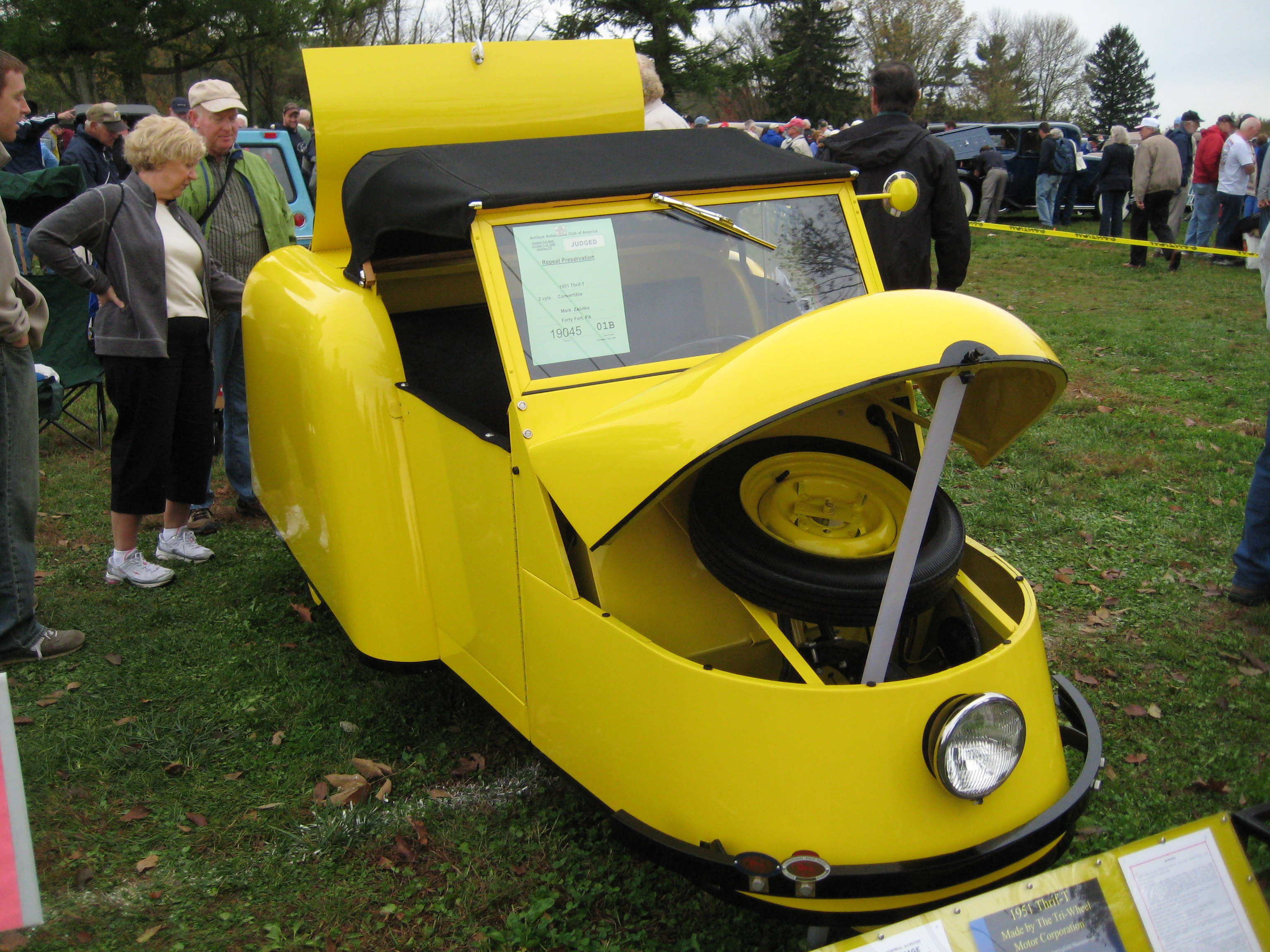
Thrif-T

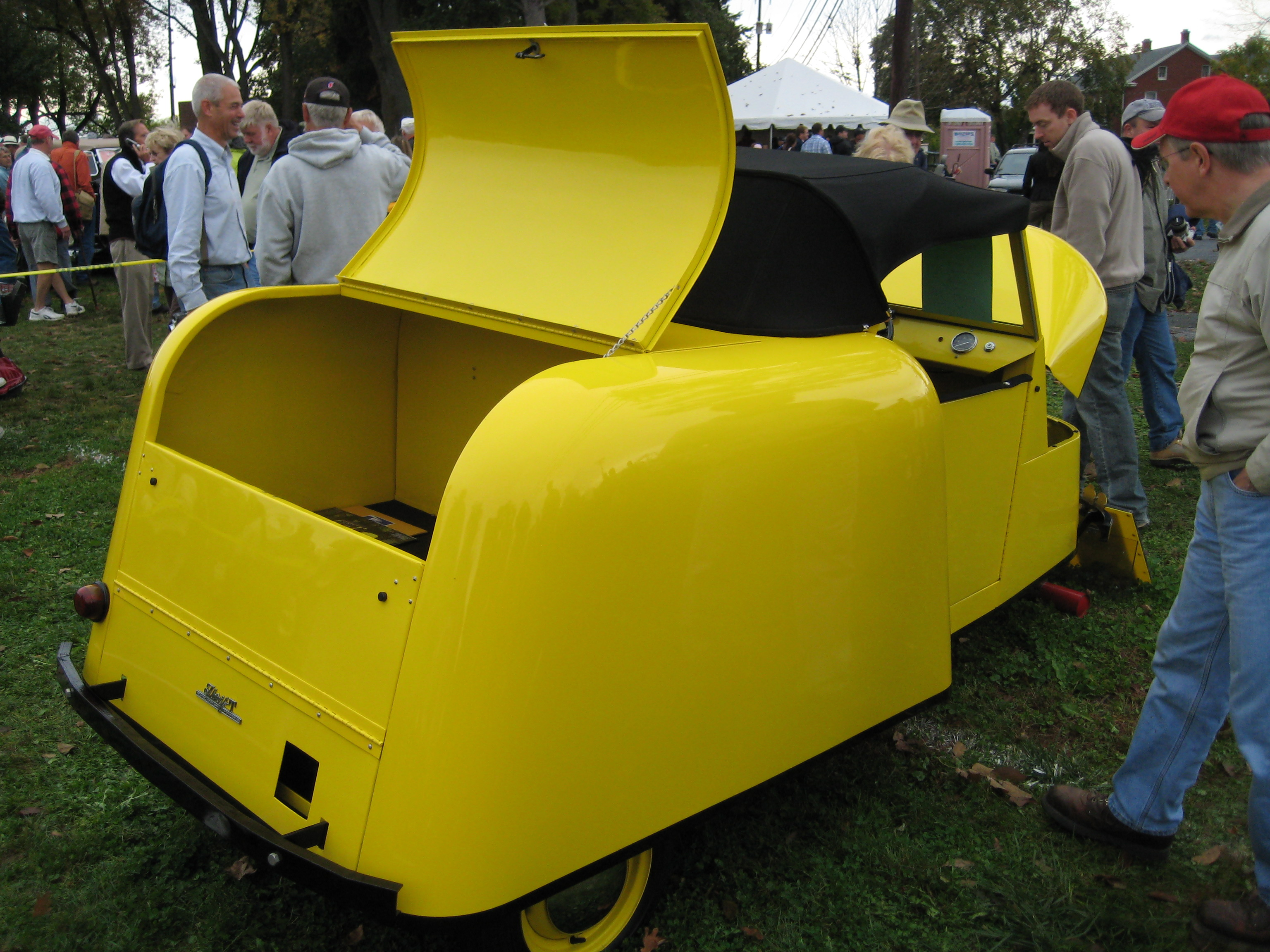
Heckansicht

Thrif-T war eine US-amerikanische Automobilmarke. Die Schreibweise Thrift-T in einigen Quellen ist falsch, wie Emblem und Typenschild zeigen.

## Beschreibung
Die Tri-Wheel Motor Corporation war zunächst in Oxford (North Carolina) und dann in Springfield (Massachusetts) ansässig. Die stellte zwischen 1947 und 1955 Fahrzeuge her. Das leichte Dreiradfahrzeug gab es als Pick-up und als geschlossenen Lieferwagen. Das vordere Einzelrad wurde gelenkt. Oberhalb der Hinterachse war ein Zweizylinder-Boxermotor von Onan eingebaut, der bei einem Hubraum von 1026 cm³ eine Leistung von 10 bhp (7,4 kW) erbrachte. Der Radstand betrug 2159 mm, die Gesamtlänge 3200 mm. Der Fahrschemel konnte in einer halben Stunde ausgebaut werden, zum Beispiel für Servicearbeiten.